# Seal
Ге́нри Олу́сегун Адео́ла Сэ́мюэл (англ. Henry Olusegun Adeola Samuel), более известный под псевдонимом Сил (англ. Seal; род. 19 февраля 1963, Лондон) — британский певец и автор песен, обладатель трёх музыкальных премий «Грэмми» и трёх наград Brit Awards.
Известность приобрёл в 1990-х годах, выпустив ставшие тогда же популярными композиции «Killer», «Crazy» и «Kiss from a Rose».
Бывший муж топ-модели из Германии Хайди Клум.

## Биография

### Детство
Генри Олусеган Адеола Сэмюэл родился 19 февраля 1963 года в Паддингтоне (район в Лондоне).
Родители Сила, Фрэнсис Самюэль (англ. Francis Samuel), бразилец африканского происхождения, и Адебиши Самюэль (англ. Adebisi Samuel), уроженка Нигерии, переехали в Англию из Нигерии.
Так как в то время они оба были студентами и одновременно работали, то вскоре после рождения сына они передали его в приёмную семью в Эссексе.
Когда Силу исполнилось четыре года, брак его родителей распался, Адебиши забрала Сила обратно к себе, и два года они прожили в Лондоне.
Затем матери из-за болезни пришлось вернуться обратно в Нигерию, и Сил остался жить с отцом.
Своё детство он называет «суровым», упоминая, что отец плохо с ним обращался, и признаёт, что этот период сильно повлиял на то, кем он стал теперь.
В детстве Силу был поставлен диагноз дискоидная красная волчанка, характерные шрамы на лице — следствие болезни.
В 15 лет Сил бросил школу и сбежал из дома.
Окончил институт, получив диплом архитектора.

### Начало музыкальной карьеры
После окончания института Сил часто меняет место работы, пробуя свои силы в разнообразных профессиях — от проектировщика электрических устройств до дизайнера изделий из кожи, а также работает в Макдоналдсе.
В середине 1980-х после нескольких попыток заработать деньги пением в различных клубах и барах Сил отправляется вместе с британской панк-группой Push в тур по Японии.
Некоторое время Сил вместе с блюз-группой путешествовал по Таиланду, а затем уже в одиночку отправился в Индию.
Вернувшись в Англию, Сил знакомится с диджеем и продюсером Адамом Тинли, известным как Адамски и представляет ему текст песни «Killer».
Для Сила эта песня стала первым публичным выступлением в качестве вокалиста.
В мае 1990 года сингл «Killer» в течение четырёх недель находился на вершине хит-парада Великобритании, а также достиг 23-го места в чарте Billboard Hot Dance Club Play.
В 1991 году Сил подписывает контракт со звукозаписывающей компанией ZTT Records и выпускает свой дебютный альбом под названием «Seal».
Продюсированием альбома занимался музыкант и продюсер Тревор Хорн, работавший ранее с Родом Стюартом, а позднее с проектами Frankie Goes to Hollywood и ATB.
В записи альбома также участвовал дуэт Wendy and Lisa.
В дебютный альбом также вошла перезаписанная версия песни «Killer».
Альбом вышел в июне 1991 года и был тепло встречен критиками, занял 24 место в американских чартах и был продан по всему миру количеством более трёх миллионов копий.
Синглы «Crazy», «Future Love Paradise» и собственная версия сингла «Killer» занимали высокие места в чартах.
В США песня «Crazy» стала хитом, достигнув седьмого места в Billboard Music Charts и 15-го места в Великобритании.
На Brit Awards 1992 года Сил побеждает в номинации «Лучший британский исполнитель», альбом «Seal» получает звание «Лучшего британского альбома года», а клип на песню «Killer» отмечен как «Лучший британский клип года».
Также певец был номинирован на «Грэмми» в категориях «Лучший новый артист» и «Лучший мужской вокал», но не получил премию.
Клип на песню «Crazy» получил четыре номинации на премию MTV Video Music Awards.
В ноябре 1991 года дебютный альбом певца получил статус золотого в США.
Позднее в интервью газете «The Independent» Сил так отзывается о своём первом альбоме:

Это был очень идеалистический взгляд на мир. Главным лозунгом того альбома можно было бы считать что-то типа: «если мы объединимся, то непременно спасем этот мир.» Я недавно вернулся из долгого путешествия по Азии и был полон грандиозных планов по переустройству мира.
Оригинальный текст (англ.)This was very young, very idealistic point of view: "if we only stick together we can save the world." I'd just come back from a longtrip to Asia and I was unstoppable in that respect.

### Успех
Несмотря на пришедший успех и известность для Сила начался тяжёлый период в жизни — частые стрессы и болезни, автомобильная авария.
В 1992 году Сил вместе с группой Queen принимает участие в концерте, посвящённом памяти Фредди Меркьюри.
Вместе с гитаристом Джефом Беком в 1993 году Сил записывает кавер-версию композиции «Manic Depression», которая вошла в альбом «Stone Free: A Tribute To Jimi Hendrix», а также была выпущена в качестве сингла.
Свой второй альбом, который был назван так же как и первый — «Seal», певец выпускает летом 1994 года.
Для ясности второй альбом часто называют «Seal II».
На обложке альбома на белом фоне был изображён силуэт Сила, который сидит, склонив голову и разведя руки вверх за спину.
Позднее это изображение несколько раз было использовано для обложек альбомов Сила, а также для сборника его лучших хитов «Best 1991—2004».
Уже в августе альбом получил статус золотого, а в январе следующего года — платинового диска.
Две песни из альбома «Prayer for the Dying» and «Newborn Friend» были выпущены в качестве синглов.
Альбом был номинирован на премию «Грэмми» в категориях «Альбом года» и «Лучший поп-альбом года», а за исполнение песни «Prayer for the Dying» Сил был номинирован в категории «Лучший мужской поп-вокал».
Третий сингл «Kiss from a Rose» занимал четвёртую позицию в хит-параде Billboard Hot 100 в 1995 году и в течение четырёх недель был на первом месте в рейтинге ARC Weekly Top 40.
Позднее режиссёр фильма «Бэтмен навсегда» Джоэл Шумахер решил использовать композицию в саундтреке к фильму.
Сингл был переиздан и в его поддержку был снят новый клип, который был номинирован на премию MTV Movie Awards как «Лучшее видео из фильма».
Сама песня «Kiss from a Rose» была написана Силом ещё в 1988 году.
В 1996 году на церемонии награждения «Грэмми» песня «Kiss from a Rose» получила две награды — «Песня года» и «Запись года», а певцу досталась победа в номинации «Лучший мужской поп-вокал».
Сил записывает кавер-версию композиции «Fly Like an Eagle» группы Steve Miller Band, добавив часть текста своей песни «Crazy».
Его версия «Fly Like an Eagle» была использована в фильме «Space Jam» с Майклом Джорданом в главной роли.
Композиция в исполнении Сила достигла 13 места в хит-парадах Великобритании и 10-го — в США.
В 1998 году Сил выпускает следующий альбом под названием «Human Being».
В интервью для журнала Yahoo!Music Сил рассказывал, что грустное настроение заглавной песни нового альбома «Human Beings» было навеяно смертью рэперов Тупака Шакура и Notorious B.I.G.
Альбом получил статус золотого через два месяца после выхода.
Позже вышли три сингла: «Human Beings», «Latest Craze», и «Lost My Faith».

### 2000-е
В 2001 году был анонсирован выход четвёртого альбома под названием «Togetherland».
Однако его выход был отменён, материал альбома был выпущен в качестве сингла.
Спустя два года в 2003 году Сил выпускает четвёртый альбом, в третий раз названный именем певца — «Seal».
Только в Австралии альбом вышел под названием «Seal IV».
О работе над альбомом Сил говорит следующее:

Многие утверждают, что на запись альбома ушло 5 лет. Я не согласен с этим. Я дважды работал над этим альбомом. Первый раз все началось 4,5 года назад и заняло 2 года, но потом я решил, что песни получились недостаточно хорошими. Это было не то, к чему я стремился. Итак, я стер все, что было записано и начал работу по новой.
Оригинальный текст (англ.)People are saying it's taken five years to make an album, but I disagree with that a little bit. I made the album twice. It started four and a half years ago, and I got two years into it and decided that it wasn't good enough, that it wasn't what I needed to be doing. So I scrapped that and started again.

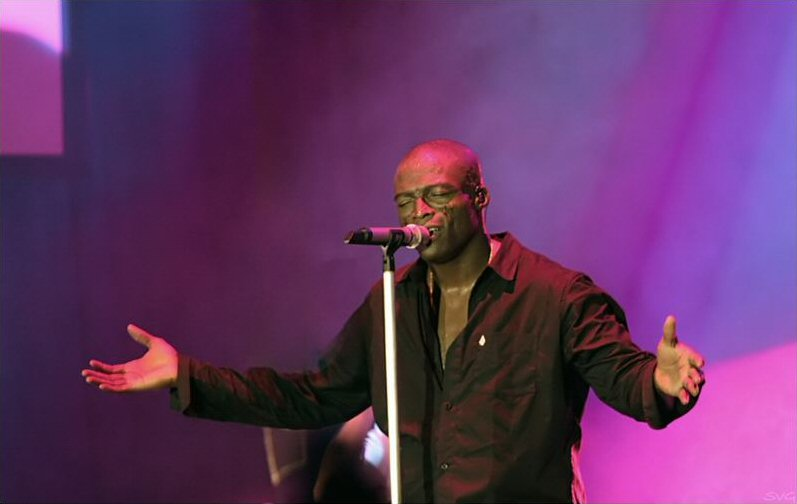
Сил на концерте во Франкфурте, Германия, 2006 год

Однако продажи альбома не смогли достигнуть уровня предыдущих работ Сила.
В следующем году Сил выпустил альбом своих лучших хитов «Best 1991—2004».
В июне 2005 года Сил записал специальный концерт, который вышел на CD в 2006 году под названием «One Night to Remember».
Запись проводилась вживую в «Altes Kesselhaus» (Дюссельдорф, Германия) под аккомпанемент оркестра и хора, на диске содержится версия «Колыбельной» Брамса, которую Сил исполнил на немецком языке.
Seal дважды выступал вживую на всемирно известном фэшн-шоу «Victoria’s Secret Fashion Show».

### Текущие проекты

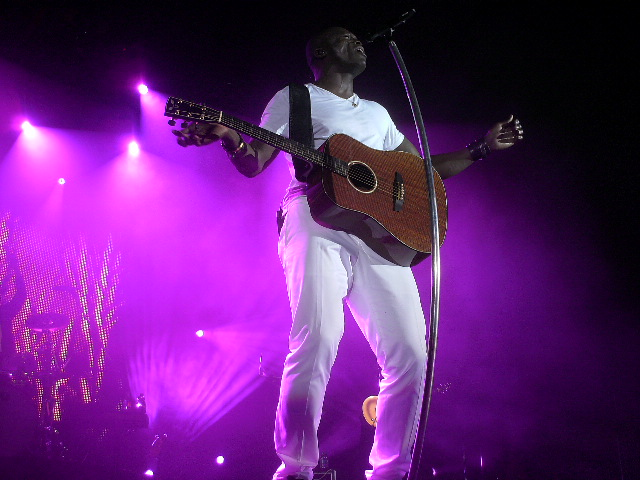
Сил на концерте в Порту-Алегри, май 2008 года

Альбом «System» вышел в ноябре 2007 года.
Сил описывал его как более танцевальный, в некотором роде возвращение к стилю времён своего первого альбома.
Композицию «Wedding Day» Сил исполнил дуэтом со своей женой Хайди Клум.
Первый сингл «Amazing» из альбома был выпущен в сентябре 2007 года и номинирован на премию «Грэмми» в категории «Лучший мужской поп-вокал».

### Личная жизнь

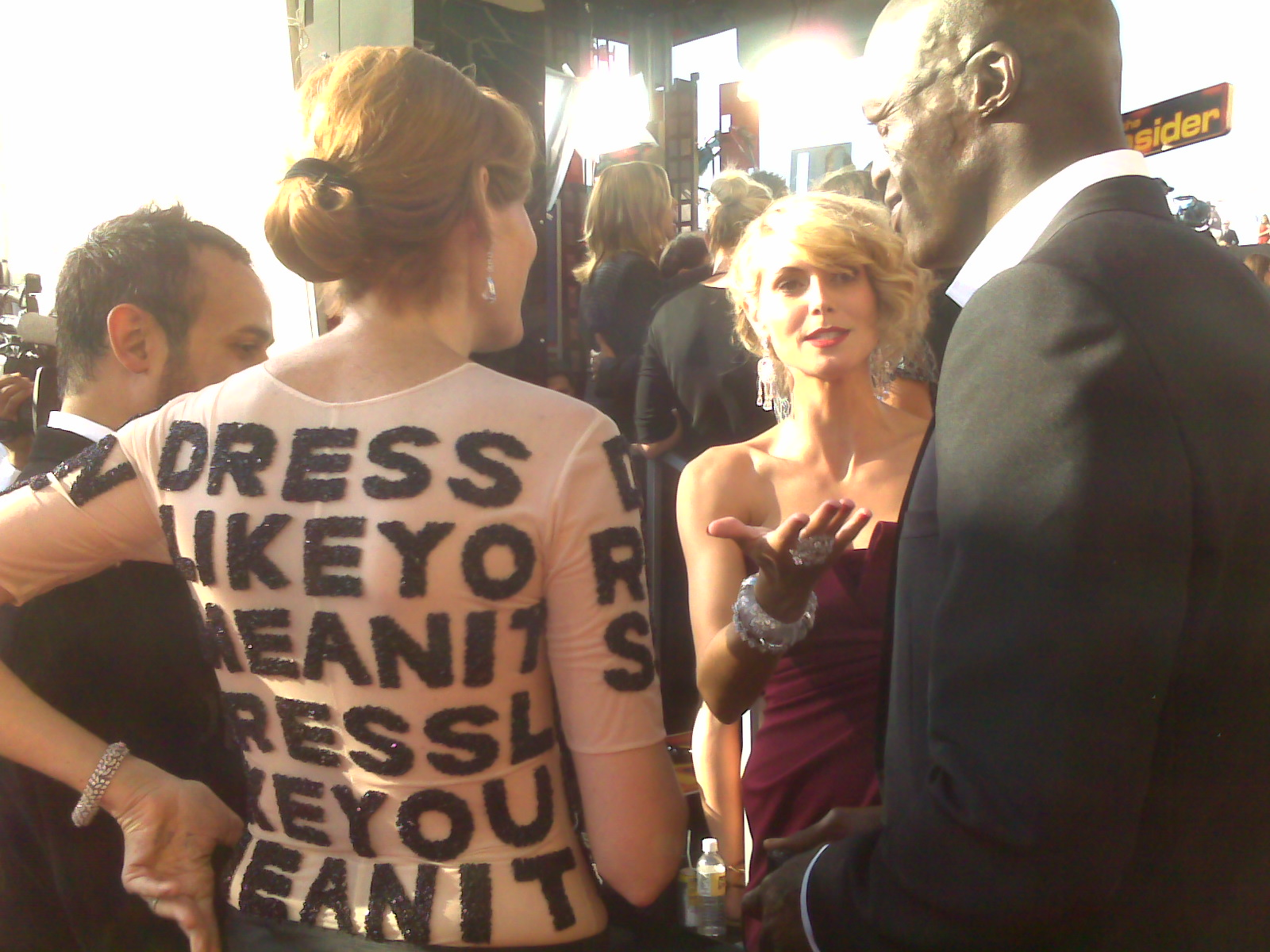
Сил и Хайди Клум на 59-й церемонии награждения премии «Эмми»

В 1996 году Сил встречался с американской моделью и актрисой Тайрой Бэнкс.
Их роман завершился в октябре 2003 года.
В 2004 году в Нью-Йорке Сил познакомился с немецкой топ-моделью Хайди Клум.
В декабре они обручились, а 10 мая 2005 года пара поженилась.
Свадебная церемония состоялась в Мексике.
Сил и Хайди воспитывают четверых детей: двух дочерей — Лени (биологический отец — итальянский бизнесмен, менеджер Формулы 1 Флавио Бриаторе) и Лу Сулолу Самуэль (Lou Sulola Samuel, род. 09 октября 2009 года), а также двух сыновей — Генри Гюнтер Адемола Дашту Сэмюэль (англ. Henry Günther Ademola Dashtu Samuel, род. 12 сентября 2005 года) и Йохан Райли Федор Тайво Сэмюэль (англ. Johan Riley Fyodor Taiwo Samuel, род. 22 ноября 2006 года).
21 января 2012 года стало известно, что Хайди подает на развод из-за непримиримых разногласий. Однако певец не снимает кольцо, объясняя это тем, что он «все ещё любит Хайди».

## Дискография
| Дата релиза | Название                    | Лейбл                                      | Продажи | Позиции в чартах | Сертификация |
| ----------- | --------------------------- | ------------------------------------------ | ------- | ---------------- | ------------ |
| 1991        | Seal                        | ZTT Records, Warner Music UK, Sire Records | 3 млн.  |                  |              |
| 1994        | Seal (Seal II)              | ZTT Records, Warner Music UK, Sire Records |         |                  |              |
| 1998        | Human Being (Hu Manbe In G) | Warner Bros.                               |         |                  |              |
| 2001        | Togetherland                | не был издан                               |         |                  |              |
| 2003        | Seal (Seal IV)              | Warner Bros.                               |         |                  |              |
| 2004        | Best 1991-2004              | Warner Bros. Records                       |         |                  |              |
| 2005        | Live in Paris               |                                            |         |                  |              |
| 2006        | One Night to Remember       |                                            |         |                  |              |
| 2007        | System                      | Warner Bros. Records                       |         |                  |              |
| 2008        | Soul                        | Warner Bros. Records                       |         |                  |              |
| 2010        | Commitment                  | Warner Bros. Records                       |         |                  |              |
| 2011        | Soul 2                      | Reprise Records                            |         |                  |              |
| 2015        | Seal 7                      | Warner Bros. Records                       |         |                  |              |
| 2017        | Standard                    |                                            |         |                  |              |

## Награды и номинации

### Награды
- 1991 — «Q Award» (ежегодная музыкальная премия журнала «Q») — «Лучший новый исполнитель» («Best New Act»)[25]
- 1992 — Brit Awards — «Лучший британский исполнитель»
- 1992 — Brit Awards — «Лучший британский альбом года» (альбом «Seal»)
- 1992 — Brit Awards — «Лучший британский клип года» (клип на песню «Killer»)
- 1995 — премия «Грэмми» — «Запись года» («Kiss from a Rose»)
- 1995 — премия «Грэмми» — «Песня года» («Kiss from a Rose»)
- 1995 — премия «Грэмми» — «Лучший мужской поп-вокал» («Kiss from a Rose»)
- 1996 — премия BMI Film & TV Awards — лучшая песня для фильма («Бэтмен навсегда», композиция «Kiss From a Rose»)
- 2004 — немецкая медиа-премия «Bambi»[26]

### Номинации
- 1991 — номинация на премию MTV Video Music Awards в категориях «Лучший новый исполнитель», «Лучшие спецэффекты», «Лучший монтаж» и «Прорыв года» (клип к песне «Crazy»)
- 1991 — номинация на «Грэмми» в категориях «Лучший новый артист» и «Лучший мужской вокал» («Crazy»)
- 1994 — номинация на «Грэмми» в категориях «Альбом года», «Лучший поп-альбом года» и «Лучший мужской поп-вокал» («Prayer For The Dying»)
- 1996 — номинация на премию MTV Movie Awards в категории «Лучшее видео из фильма» (фильм «Бэтмен навсегда», композиция «Kiss From a Rose»)
- 2007 — номинация на премию «Золотой глобус» в категории «Лучшая песня» (фильм «В погоне за счастьем», композиция «A Father’s Way»)
- 2007 — номинация на «Грэмми» в категории «Лучший мужской вокал» (сингл «Amazing»)